# Pampashasen
Die Pampashasen oder Maras (Dolichotinae) bilden eine Unterfamilie der Meerschweinchen in der Ordnung der Nagetiere. Es gibt nur eine Gattung  (Dolichotis) mit zwei  Arten, dem  Eigentlichen oder Großen Pampashasen bzw. Mara (D. patagonum (Zimmermann, 1780)) und dem Kleinen Pampashasen bzw. Mara (D. salinicola Burmeister, 1876).

## Merkmale
Der kleine Pampashase ist etwa 30 cm kleiner als der große Pampashase, welcher eine Kopf-Rumpf-Länge von 65–81 cm und eine Schwanzlänge von etwa 5 cm erreichen kann. Die Weibchen der großen Maras erreichen durchschnittlich ein Gewicht von 8,3 kg, die Männchen hingegen nur 7,7 kg. Das Höchstgewicht der Tiere beträgt 16 kg. Sitzend erinnert das Tier an einen Hasen, im Stehen jedoch an ein kleines Huftier. Ober- und Unterseite des Fells sind am hinteren Ende scharf voneinander abgesetzt: unten weiß, oben grauschwarz.
Der Körperbau der Pampashasen unterscheidet sich deutlich von dem anderer Arten der Meerschweinchen. Im Unterschied zu den Eigentlichen Meerschweinchen und auch den Capybaras haben sie relativ lange Beine und große Ohren. Bei ihnen ist der Körper zudem etwas länger und die Hinterbeine sind länger als die Vorderbeine. Die Vorderfüße haben vier und die Hinterfüße drei Zehen und sie besitzen an den Vorderfüßen scharfe Krallen, die Nägel der Hinterfüße sind allerdings hufähnlich ausgebildet.
| 1 | · | 0 | · | 1 | · | 3 | = 20 |
| 1 | · | 0 | · | 1 | · | 3 | = 20 |

Die Tiere besitzen ein typisches Nagetiergebiss mit zu Nagezähnen umgewandelten Schneidezähnen (Incisivi) und eine darauf folgende Zahnlücke (Diastema). Sowohl im Oberkiefer als auch im Unterkiefer folgen pro Hälfte je ein Prämolar sowie drei Molaren. Insgesamt verfügen die Tiere damit wie alle Meerschweinchen über ein Gebiss aus 20 Zähnen. Die Zähne sind wie bei allen Arten der Meerschweinchen hypsodont und nach vorne zusammenlaufend.

## Verbreitung

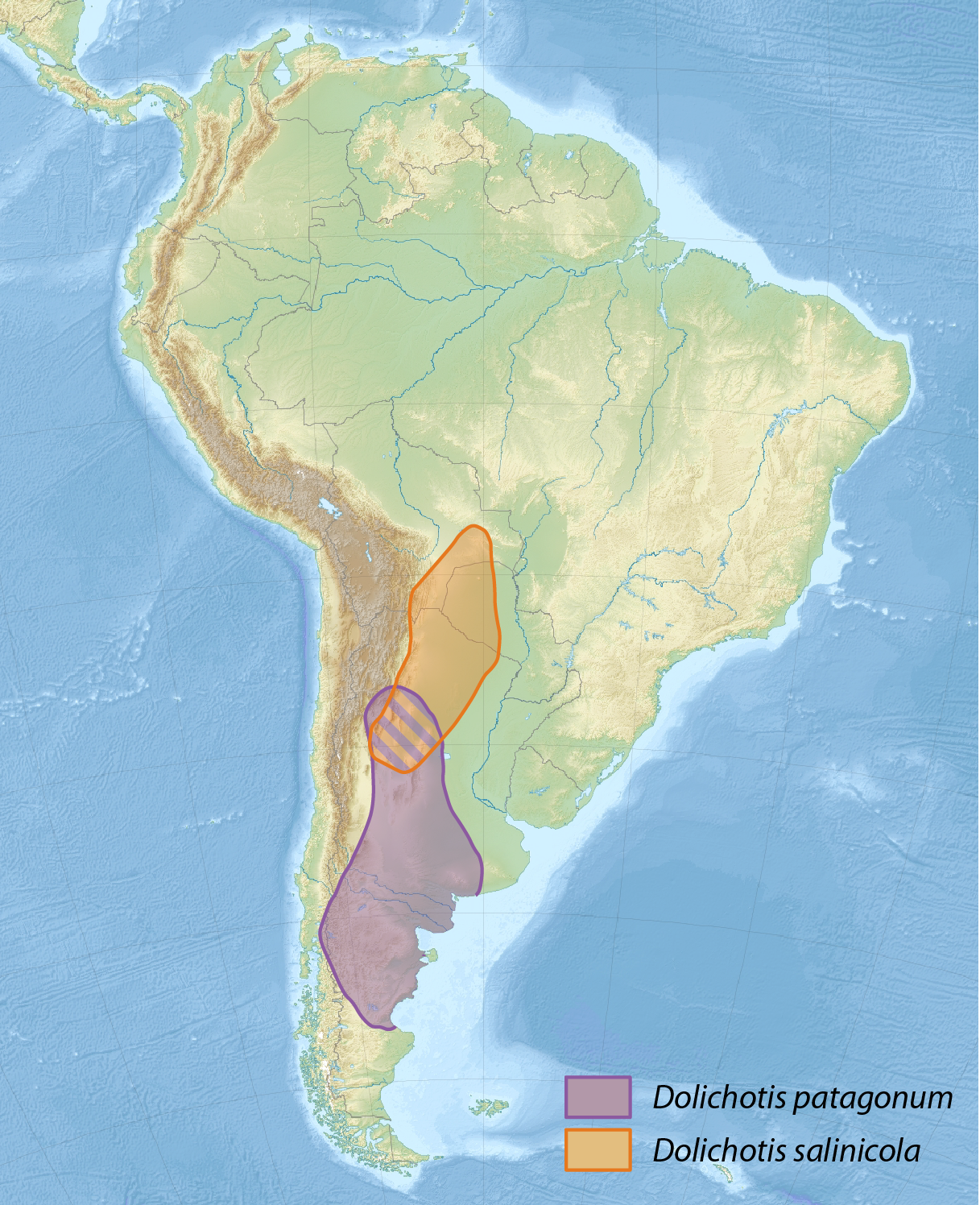
Verbreitungsgebiete der beiden Arten der Pampashasen (violett: Großer Pampashase, orange: Kleiner Pampashase)

Beide Arten leben in Südamerika. Der Große Pampashase bewohnt die großen Grasebenen der Pampas Argentiniens, der Kleine Pampashase lebt dagegen in den trockenen Gebieten des Gran Chaco im Norden Argentiniens, dem äußersten Süden Boliviens und in Paraguay. Die Tiere bewohnen Grassteppen oder Wälder, wo sie stets Deckung vor Feinden suchen können.

## Lebensweise
Pampashasen sind monogam und gehen lebenslange Bindungen bis zum Tod eines der Partner ein. Das Weibchen ist alle drei bis vier Monate paarungs- und nur eine halbe Stunde empfängnisfähig. Es wirft einmal pro Jahr, was auf die Monate von August bis November fällt. Die Mara-Weibchen können ein bis maximal fünf Junge zur Welt bringen; die Tragzeit beträgt zirka 90 Tage. Die Tiere haben eine Lebenserwartung von etwa 10 bis 15 Jahren. 
Zu den natürlichen Feinden zählen Pumas, andere Katzen, Grisons und Kampfüchse. Greifvögel können lediglich für die Jungen lebensbedrohlich werden. Aufgrund der Zerstörung ihres natürlichen Lebensraumes ist die Zahl der freilebenden Maras stark rückläufig. Von der Internationalen Union für die Bewahrung der Natur und natürlicher Ressourcen (IUCN) sind sie als gering gefährdet eingestuft worden.

## Belege
1. 1 2 3 4  
„Morphological Aspects“ In: Thomas E. Lacher, Jr.: Family Caviidae In: Don E. Wilson, T.E. Lacher, Jr., Russell A. Mittermeier (Herausgeber): Handbook of the Mammals of the World: Lagomorphs and Rodents 1. (HMW, Band 6) Lynx Edicions, Barcelona 2016, S. 406–407.
2. ↑  Dolichotis patagonum in der Roten Liste gefährdeter Arten der IUCN 2011.2. Eingestellt von: R. Ojeda, U. Pardinas, 2008. Abgerufen am 5. März 2012.
3. ↑  Dolichotis salinicola in der Roten Liste gefährdeter Arten der IUCN 2011.2. Eingestellt von: J. Dunnum, J. Vargas, N. Bernal, U. Pardinas, R. Ojeda, 2008. Abgerufen am 5. März 2012.